# Оселедец, Иван Валерьевич
Ива́н Вале́рьевич Оселе́дец (род. 6 июля 1983, Москва, СССР) — российский учёный, доктор физико-математических наук, лауреат Премии президента РФ в области науки и инноваций для молодых учёных. Премия была присуждена за создание прорывных вычислительных технологий решения многомерных задач физики, химии, биологии, анализа данных на основе тензорных разложений. Профессор РАН (2022). Генеральный директор Института искусственного интеллекта AIRI (2023). 

## Биография
Иван Оселедец родился 6 июля 1983 года в Москве в семье математиков, сын В.И.Оселедца. В 2006 году окончил Московский физико-технический институт с красным дипломом по специальности «Прикладная математика и физика». В 2007 году защитил кандидатскую диссертацию в Институте вычислительной математики РАН, а в 2012 году – докторскую диссертацию. Лауреат золотой медали РАН за лучшую научную работу среди студентов по математике (2005), золотой медали РАН за лучшую научную работу среди молодых ученых по математике (2010), лауреат Фонда Содействия отечественной науки по программе «Лучшие кандидаты РАН», Грант президента молодым кандидатам наук по математике (2009).
В 2019 году Оселедец стал лауреатом Премии президента РФ в области науки и инноваций для молодых учёных, он был награжден за создание прорывных вычислительных технологий решения многомерных задач физики, химии, биологии, анализа данных на основе тензорных разложений. Суть метода заключается в эффективной обработке значительного объёма многомерных данных, описывающих изучаемый объект. Многомерные массивы (тензоры – математическое представление объекта) возникают во многих приложениях физики, химии, биологии и задачах обработки данных; открытие позволяет значительно сократить время дорогостоящих экспериментов при создании новых материалов. Труд Оселедца получил международное признание: работы ученого вошли в четвертое издание классического учебника Дж. Голуба и Ч. Ван Лоана по матричному анализу, а также в список наиболее цитируемых статей в предметной области.
Оселедец является профессором Сколковского института науки и технологий, где он возглавляет группу научных вычислений и ведущим научным сотрудником Института вычислительной математики РАН. Также является популяризатором науки, публикуя видеолекции. В 2021 году Иван также присоединился к команде Института искусственного интеллекта AIRI, самой большой в России некоммерческой научно-исследовательской организации, занимающейся фундаментальными и прикладными исследованиями в области ИИ. В 2023 году Иван возглавил Институт AIRI. 
Женат на математике Екатерине Муравлевой, у него есть дочь (прим. 2011 г.р.). 